# Grand Prix d'Isbergues féminin 2021
La 4e édition du Grand Prix d'Isbergues féminin a eu lieu le 19 septembre 2021. La course fait partie du calendrier international féminin UCI 2021 en catégorie 1.2. Elle est remportée par la Néerlandaise Charlotte Kool.

## Récit de course
La course se conclut au sprint,.

## Classements

### Classement final
| \| Classement général \| Classement général \| Classement général \| Classement général \| Classement général \| \| Coureuse \| Coureuse \| Pays \| Équipe \| Temps \| \| ------------------ \| ------------------------- \| ------------------ \| ---------------------------------- \| ------------------ \| \| 1re \| Charlotte Kool \| Pays-Bas \| NXTG Racing \| 1 h 39 min 47 s \| \| 2e \| Elisa Balsamo \| Italie \| Valcar-Travel & Service \| + 0 s \| \| 3e \| Amber van der Hulst \| Pays-Bas \| Parkhotel Valkenburg \| + 0 s \| \| 4e \| Chloe Hosking \| Australie \| Trek-Segafredo \| + 0 s \| \| 5e \| Clara Copponi \| France \| FDJ-Nouvelle Aquitaine-Futuroscope \| + 0 s \| \| 6e \| Maria Giulia Confalonieri \| Italie \| Ceratizit-WNT Pro Cycling \| + 0 s \| \| 7e \| Gladys Verhulst \| France \| Arkéa Pro Cycling Team \| + 0 s \| \| 8e \| Valentine Fortin \| France \| St Michel-Auber 93 \| + 0 s \| \| 9e \| Marta Lach \| Pologne \| Ceratizit-WNT Pro Cycling \| + 0 s \| \| 10e \| Giorgia Vettorello \| Italie \| Top Girls Fassa Bortolo \| + 0 s \| |                           |           |                                    |                 |
| |                           |           |                                    |                 |
| Source : Cycling Quotient |                           |           |                                    |                 |
| Classement général |                           |           |                                    |                 |
| Coureuse | Coureuse                  | Pays      | Équipe                             | Temps           |
| 1re | Charlotte Kool            | Pays-Bas  | NXTG Racing                        | 1 h 39 min 47 s |
| 2e | Elisa Balsamo             | Italie    | Valcar-Travel & Service            | + 0 s           |
| 3e | Amber van der Hulst       | Pays-Bas  | Parkhotel Valkenburg               | + 0 s           |
| 4e | Chloe Hosking             | Australie | Trek-Segafredo                     | + 0 s           |
| 5e | Clara Copponi             | France    | FDJ-Nouvelle Aquitaine-Futuroscope | + 0 s           |
| 6e | Maria Giulia Confalonieri | Italie    | Ceratizit-WNT Pro Cycling          | + 0 s           |
| 7e | Gladys Verhulst           | France    | Arkéa Pro Cycling Team             | + 0 s           |
| 8e | Valentine Fortin          | France    | St Michel-Auber 93                 | + 0 s           |
| 9e | Marta Lach                | Pologne   | Ceratizit-WNT Pro Cycling          | + 0 s           |
| 10e | Giorgia Vettorello        | Italie    | Top Girls Fassa Bortolo            | + 0 s           |

### Points UCI
| Position           | 1er | 2e | 3e | 4e | 5e | 6e | 7e | 8e à 10e |
| Classement général | 40  | 30 | 25 | 20 | 15 | 10 | 5  | 3        |